# Coming Alive
Coming Alive — второй концертный альбом американской грув-метал группы Chimaira, вышедший 20 июля 2010 года в США и 23 июля всемирно.
Coming Alive 3-дисковое издание: первый диск содержит два с половиной часа документального фильма о создании The Infection и гастролях, так же он включает в себя кадры фестивалей. На втором диске концерт в честь рождества 2010. Третий диск содержит аудио с концерта.

## Список композиций
1. «The Venom Inside» — 4:42
2. «Resurrection» — 4:56
3. «Power Trip» — 2:40
4. «Empire» — 5:35
5. «The Disappearing Sun» — 4:24
6. «Severed» — 4:07
7. «Destroy and Dominate» — 5:19
8. «Six» — 9:34
9. «The Dehumanizing Process» — 4:28
10. «Dead Inside» — 3:34
11. «Painting The White To Grey» — 4:24
12. «Nothing Remains» — 5:29
13. «Salvation» — 5:28
14. «Secrets Of The Dead» — 4:09
15. «The Flame» — 5:44
16. «Pure Hatred» — 5:01
17. «Implements Of Destruction» (Только на DVD)

## Участники записи
- Марк Хантер — вокал
- Роб Арнольд — гитара
- Мэтт ДеВриз — гитара
- Джим Ламарка — бас-гитара
- Эндольс Хэррик — ударные
- Крис Спикузза — электроника, клавишные